# Перияр (река)
Перияр (малаял. പെരിയാര്, таг. பெரியாறு) — самая длинная река в индийском штате Керала, длина составляет 244 км, площадь водосбора — 5398 км².
Берёт начало на склонах Западных Гхат. Протекает по одноимённому национальному парку. В Alwaye река разделяется на 2 рукава — северный впадает в Аравийское море вместе с рекой Chalakudy, а южный — в болото Вембанад, которое тоже имеет связь с Аравийским морем. На реке построена крупная арочная плотина Идукки.
Высота истока — 1830 м над уровнем моря.
Среднегодовая норма осадков в районе реки составляет 3200 мм.

## Экология
В нижнем течение воды Перияр сильно загрязнены, причиной тому служит то, что предприятия промышленной зоны города Элуру сбрасывают в реку свои отходы.